# Henryk Ferdynand Larisch
Henryk Ferdynand baron Larisch (zm. 1730) - marszałek ziemski Księstwa Cieszyńskiego w latach 1696–1730 z rodu Larischów, właściciel Karwiny.